# 冀纯堂
冀纯堂（1953年2月—），男，河北成安人，中华人民共和国政治人物。河北师范大学体育系体育专业毕业，天津大学管理学院管理科学与工程专业在职研究生学历，管理学博士学位。

## 生平
1983年加入中国共产党。历任河北省邯郸地区体育运动委员会副主任、主任，中共魏县县委副书记、代县长、县长，河北省体育运动委员会副主任，邯郸市委常委、常务副市长，沧州市委副书记，衡水市委副书记、副市长、代市长、市长，石家庄市委副书记，市政府副市长、代市长、市长等职。2008年9月因三鹿事件被撤职。2011年10月以河北省工业和信息化厅副厅长身份复出，引起大陆各界哗然。